# Élections législatives mexicaines de 2009
Les élections législatives mexicaines de 2009 ont lieu le 5 juin afin de renouveler les membres de la Chambre des députés du Mexique pour un mandat de trois ans. Elles se déroulent au milieu du mandat présidentiel.

## Contexte
Les élections fédérales de 2006 mènent à la réélection du PAN à la tête de l'État mexicain, avec l'élection de Felipe Calderón. Cependant, sa victoire fut très courte, notamment à cause de l'écart très serré (0,60% d'écart) avec le candidat de la coalition de gauche, Andrés Manuel López Obrador (PRD), et de la contestation de l'élection par ce dernier.

## Modes de scrutin
Le Congrès de l'Union est un parlement bicaméral. Sa chambre basse, la Chambre des députés, est dotée de 500 députés élus pour trois ans selon un mode de scrutin parallèle. 300 sièges sont à pourvoir au scrutin uninominal majoritaire à un tour dans autant de circonscriptions électorales tandis que les 200 restants le sont au scrutin proportionnel plurinominal à listes bloquées. Après décompte des suffrages dans les cinq circonscriptions régionales les sièges répartis à la proportionnelle le sont sans seuil électoral, mais en prenant en compte les résultats du scrutin majoritaire pour en ajuster la répartition de manière qu'aucun parti ne remporte au total plus de 300 sièges, ce seuil étant néanmoins porté à 315 si le parti a recueilli plus de 60 % des suffrages.
Le vote est de jure obligatoire, mais aucune sanction n'est appliquée aux abstentionnistes.

## Résultats
|                                    |                                            |                                            |                  |                  |                  |                  |            |        |        |        |              |               |  |  |
| Partis et coalitions               | Partis et coalitions                       | Partis et coalitions                       | Circonscriptions | Circonscriptions | Circonscriptions | Circonscriptions | Listes     | Listes | Listes | Listes | Total sièges | +/-           |  |  |
| Partis et coalitions               | Partis et coalitions                       | Partis et coalitions                       | Votes            | %                | Sièges           | +/-              | Votes      | %      | +/-    | Sièges | Total sièges | +/-           |  |  |
|                                    | Parti révolutionnaire institutionnel (PRI) | Parti révolutionnaire institutionnel (PRI) | 12 765 938       | 39,11            | 184              | 119              | 12 809 365 | 39,12  | N/A    | 53     | 237          | 131           |  |  |
|                                    | Parti action nationale (PAN)               | Parti action nationale (PAN)               | 9 679 435        | 29,66            | 70               | 67               | 9 714 181  | 29,66  | 4,72   | 73     | 143          | 63            |  |  |
|                                    | Parti de la révolution démocratique (PRD)  | Parti de la révolution démocratique (PRD)  | 4 217 985        | 12,92            | 39               | 52               | 4 228 627  | 12,91  | N/A    | 32     | 71           | 56            |  |  |
|                                    | Parti vert écologiste du Mexique (PVEM)    | Parti vert écologiste du Mexique (PVEM)    | 2 318 138        | 7,10             | 4                | 4                | 2 326 016  | 7,10   | N/A    | 17     | 21           | 4             |  |  |
|                                    |                                            | Parti du travail (PT)                      | 1 264 210        | 3,87             | 3                | 1                | 1 268 125  | 3,87   | N/A    | 10     | 13           | 2             |  |  |
|                                    | Convergence (CON)                          | 851 639                                    | 2,61             | 0                | 5                | 854 347          | 2,61       | N/A    | 6      | 6      | 10           |               |  |  |
| Total coalition Sauvons le Mexique | Total coalition Sauvons le Mexique         | 2 115 849                                  | 6,48             | 3                | 4                | 2 122 472        | 6,48       | Nv.    | 16     | 19     | 12           |               |  |  |
|                                    | Parti nouvelle alliance (PNA)              | Parti nouvelle alliance (PNA)              | 1 181 850        | 3,62             | 0                | en stagnation    | 1 186 876  | 3,62   | 1,06   | 9      | 9            | en stagnation |  |  |
|                                    | Parti social-démocrate (PSD)               | Parti social-démocrate (PSD)               | 357 003          | 1,09             | 0                | en stagnation    | 358 482    | 1,09   | 1,02   | 0      | 0            | 4             |  |  |
|                                    |                                            |                                            |                  |                  |                  |                  |            |        |        |        |              |               |  |  |
| Votes valides                      | Votes valides                              | Votes valides                              | 32 636 198       | 94,43            |                  |                  | 32 746 019 | 94,43  |        |        |              |               |  |  |
| Votes blancs et nuls               | Votes blancs et nuls                       | Votes blancs et nuls                       | 1 924 146        | 5,57             | 1 931 904        | 5,57             |            |        |        |        |              |               |  |  |
| Total                              | Total                                      | Total                                      | 34 560 344       | 100              | 300              | en stagnation    | 34 677 923 | 100    | -      | 200    | 500          | en stagnation |  |  |
| Abstentions                        | Abstentions                                | Abstentions                                | 42 910 441       | 44,61            |                  |                  | 42 792 862 | 44,76  |        |        |              |               |  |  |
| Inscrits/Participation             | Inscrits/Participation                     | Inscrits/Participation                     | 77 470 785       | 55,39            | 77 470 785       | 55,24            |            |        |        |        |              |               |  |  |

## Conséquences
Le PAN sort perdant de ce scrutin, avec la perte de sa majorité relative au profit du PRI, qui rate la majorité absolue d'une quinzaine de sièges.